# Tachibana Ginchiyo
Tachibana Ginchiyo (en japonés 立花 誾千代, 23 de septiembre de 1569 - 30 de noviembre de 1602) fue una onna-musha y jefe del clan Tachibana, durante el Período Sengoku.Era hija de Tachibana dōsetsu, un poderoso sirviente del Clan Ōtomo (que eran rivales del Clan Shimazu en ese momento). Como Dōsetsu no tenía hijos, solicitó que Ginchiyo fuera nombrado cabeza de la familia.  Era la legítima esposa de Tachibana Muneshige.